# Německá fotbalová federace
Německá fotbalová federace (německy Deutscher Fußball-Bund, zkráceně DFB) je řídícím orgánem fotbalu, futsalu a plážového fotbalu v Německu. DFB je členem FIFA a UEFA, telegram se žádostí o přijetí do FIFA poslala v den založení organizace. Sídlo DFB je ve Frankfurtu nad Mohanem. Prezidentem je Bernd Neuendorf. Pod její vedení spadá reprezentace mužů, reprezentace žen, reprezentace ve futsalu a reprezentace v plážovém fotbalu.